# Nysa Łużycka

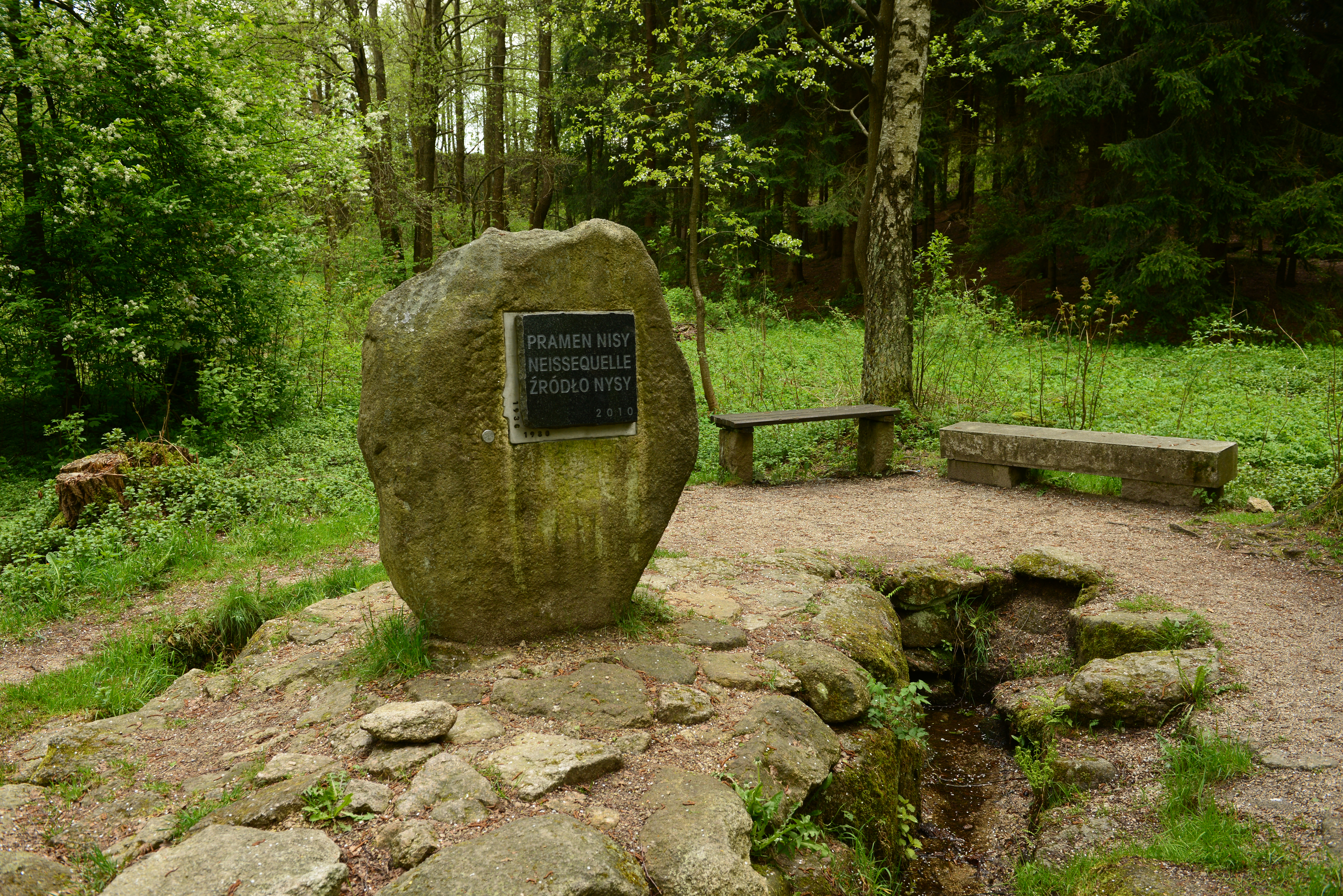
Źródło

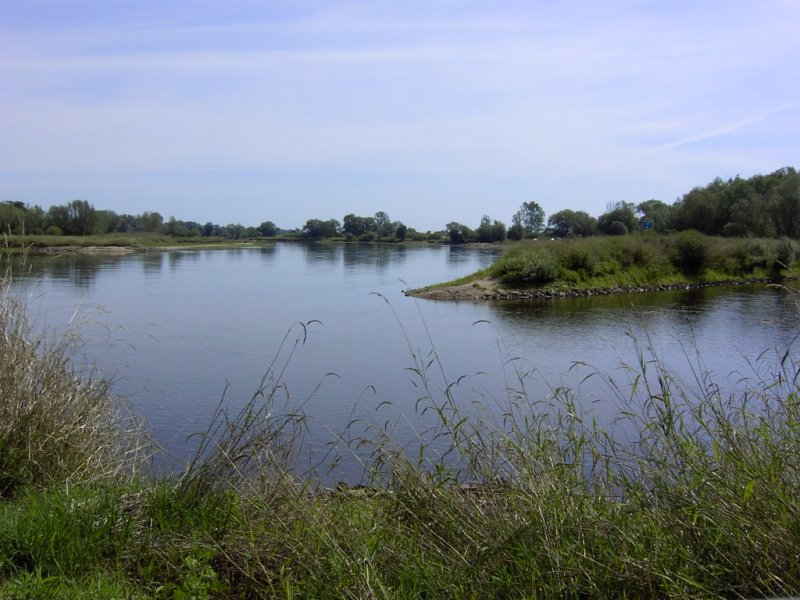
Ujście Nysy Łużyckiej do Odry

Nysa Łużycka (cz. Lužická Nisa, niem. Lausitzer Neiße, górnołuż. Łužiska Nysa, dolnołuż. Łužyska Nysa) – rzeka w Czechach (kraj liberecki), Niemczech (Saksonia, Brandenburgia) i Polsce (woj. dolnośląskie i lubuskie); lewobrzeżny dopływ Odry.
Długość rzeki wynosi (według różnych publikacji) od 251,6 km do 254,6 km.
Zlewnia Nysy Łużyckiej obejmuje obszar o powierzchni (według różnych publikacji) od 4297 km² do 4403 km².
Na długości 197,8 km rzeka wyznacza granicę pomiędzy Polską a Niemcami od 1945 roku (uznaną oficjalnie w latach 1950, 1970 i 1991); powierzchnia zlewni 4297 km² (2196 km² w Polsce). Górny odcinek rzeki o długości 53,8 km i powierzchni zlewni 375,3 km kw. znajduje się na terenie Czech.
Średnioroczny przepływ średniej wody (SSQ) obliczony w punkcie ujścia rzeki wynosi 31 m³/s.

## Przebieg
Źródła w Czechach na wysokości ok. 635 m n.p.m., na granicy miejscowości Nová Ves nad Nisou i Smržovka, w południowej części Gór Izerskich.
W górnym biegu Nysy Łużyckiej leży Żytawskie Zagłębie Węglowe, którego wschodnią część stanowi Turoszowskie Zagłębie Węgla Brunatnego. Następnie rzeka przepływa przez obszar Borów Dolnośląskich i tereny wschodnich Łużyc.
Nysa Łużycka uchodzi do Odry na 542,4 km jej biegu, na północ od wsi Kosarzyn, w pobliżu niemieckiej wsi Ratzdorf.

## Hydronimia
Po II wojnie światowej używano polskiej nazwy Nissa.
Polską nazwę Nysa Łużycka wprowadzono urzędowo zarządzeniem w 1951 roku.
Nazwa rzeki należy do nazw substratowych – została przejęta przez nową ludność od wcześniejszych osadników, którzy później wyginęli lub wymarli.

## Główne dopływy
- Miedzianka
- Witka
- Czerwona Woda
- Jędrzychowicki Potok
- Skroda
- Lubsza
- Mandau
- Pließnitz
- Eckartsbach

## Miasta nad Nysą Łużycką od źródeł
- Jablonec nad Nysą
- Liberec
- Hrádek nad Nisou
- Zittau (Żytawa)
- Görlitz /  Zgorzelec
- Pieńsk
- Łęknica /  Bad Muskau (Mużaków)
- Forst
- Guben /  Gubin

## Zagospodarowanie
Zgodnie z Rozporządzeniem Rady Ministrów z 2002 r. ws. klasyfikacji śródlądowych dróg wodnych, Nysa ma klasę żeglowną Ia na odcinku 15 km od Gubina do ujścia do Odry.
Elektrownie wodne:
- Sobolice
- Przysieka
- Zasieki
- Gubin